# ماتریس پادقطری
در ریاضیات، ماتریس پادقطری ماتریسی است که همه درایه‌های آن صفر هستند بجز آنهایی که روی قطری که از گوشه سمت چپ پایین به گوشه سمت راست بالا (↗) می‌رود، که به نام قطر فرعی شناخته شده‌است، قرار دارند.

## تعریف
ماتریس {\displaystyle m\times n} A پادقطری است اگر برای {\displaystyle i,j\in \left\{1,\ldots ,n\right\},(i+j\neq n+1)} درایه (i, j) برابر صفر باشد.

## مثال
مثالی از یک ماتریس پادقطری عبارت است از
{\displaystyle {\begin{bmatrix}0&0&0&0&1\\0&0&0&2&0\\0&0&5&0&0\\0&7&0&0&0\\-1&0&0&0&0\end{bmatrix}}}

## خاصیت‌ها
حاصلضرب دو ماتریس پادقطری یک ماتریس پادقطری است. علاوه بر این، حاصلضرب یک ماتریس پادقطری با ماتریس قطری، پادقطری است، همان‌طور که حاصلضرب ماتریس قطری با ماتریس پادقطری می‌باشد.
ماتریس پادقطری وارون پذیر است اگر و فقط اگر درایه‌های روی قطری که از گوشه پایین سمت چپ به گوشه سمت راست بالا می‌رود، غیر صفر باشد. وارون هر ماتریس پادقطری وارون پذیر نیز پادقطری است.
دترمینان یک ماتریس پادقطری دارای مقدار مطلق است که توسط حاصلضرب درایه‌های قطری که از گوشه پایین سمت چپ به گوشه سمت راست بالا می‌رود بدست می‌آید. با این حال، علامت این دترمینان متفاوت خواهد بود، زیرا حاصل درایه ای ابتدایی غیر صفر علامت دار از یک ماتریس پادقطری علامت‌های مختلفی بسته به اینکه آیا جایگشت مربوط به آن زوج یا فرد باشد، خواهد داشت.